# 宝兴齿蟾
宝兴齿蟾（学名：Oreolalax popei）为锄足蟾科齿蟾属的两栖动物，是中国的特有物种。分布于四川、陕西、甘肃等地，一般栖息于高山区急流水沟内石下。其生存的海拔范围为1000至2900米。该物种的模式产地在四川宝兴。

## 保护
本种于2023年被收录入《有重要生态、科学、社会价值的陆生野生动物名录》。